# 清渓駅
清渓駅（チョンゲえき）は、朝鮮民主主義人民共和国黄海北道鳳山郡にある朝鮮民主主義人民共和国鉄道省平釜線の駅である。

## 歴史
- 1906年4月3日：京義線敷設完成[1]。
- 1908年4月1日：正式に旅客営業開始[2][3]。

## 隣の駅
朝鮮民主主義人民共和国鉄道省
平釜線
鳳山駅 - 清渓駅 - 興水駅